# Netta Barzilai
Netta Barzilai (také jen Netta, hebrejsky נטע ברזילי‎; * 22. ledna 1993 Hod ha-Šaron) je izraelská zpěvačka. S písní „Toy“ reprezentovala Izrael na Eurovision Song Contest 2018 v portugalském Lisabonu, ve finále se ziskem 529 bodů zvítězila.

## Biografie
Narodila se 22. ledna 1993 v izraelském městě Hod ha-Šaron, kde bydlí dosud. V dětství žila 4 roky v Nigérii, poté se vrátila zpět do Izraele. Podle svých slov jako dítě trpěla komplexem méněcennosti, nikdy nezapadla do kolektivu svých vrstevníků. Z tohoto nedostatku se nakonec rozhodla vytvořit svoji přednost a svoji odlišnost se nyní snaží uplatnit i ve své kariéře. Po ukončení studia na střední škole podstoupila rok povinné vojenské služby. Po absolvování výcviku se přihlásila do 5. řady talentové soutěže Rising Star, kde 13. února 2018 zvítězila.

### Eurovision Song Contest 2018
S písní „Toy“, která byla veřejnosti představena 11. března 2018, se účastnila soutěže Eurovision Song Contest 2018 v Lisabonu. Podle informací sázkařských kanceláří měla píseň největší šance na výhru. Ve finále porazila favoritku Eleni Foureira, která reprezentovala Kypr, a stala se tak vítězkou 63. ročníku soutěže.

## Zajímavosti
- Dne 10. března, den před oficiálním zveřejněním písně „Toy“, část skladby unikla.